# Iris (série télévisée)
Pour les articles homonymes, voir Iris.
 (juillet 2025).
Motif : Peu de sources montrant la notoriété de cette série télévisée « romantique et parfois même philosophique » [sic].
- Archive Wikiwix
- Bing
- Cairn
- DuckDuckGo
- E. Universalis
- Gallica
- Google
- G. Books
- G. News
- G. Scholar
- Persée
- Qwant
- (zh) Baidu
- (ru) Yandex
- (wd) trouver des œuvres sur Wikidata

| 1. | Préciser le motif de la pose du bandeau. | Précisez le motif de la pose du bandeau en utilisant la syntaxe suivante : {{admissibilité à vérifier\|date=juillet 2025\|motif=remplacez ce texte par le motif}}                           |
| 2. | Informer les utilisateurs concernés.     | Pensez à avertir le créateur de l'article, par exemple, en insérant le code ci-dessous sur sa page de discussion : {{subst:avertissement admissibilité à vérifier\|Iris (série télévisée)}} |

Iris est une série télévisée française créée par Doria Tillier, diffusée entre le 25 novembre 2024 et le 9 décembre 2024 sur Canal+, et via la plateforme MyCanal dès le 25 novembre 2024.
Entre comédie décalée, romantique et parfois même philosophique, Iris est une série de six épisodes autour de la vie et des pensées d'une enseignante « en désaccord sur tout avec tout le monde ».
Doria Tillier s'est accompagnée de Constance Verluca pour l'écriture et de Jean-Baptiste Pouilloux pour la réalisation de la série.

## Synopsis
Comme tout le monde, Iris a une tête. Seulement sa tête... n’est pas exactement comme celle de tout le monde. Et sa bouche non plus, qui dit des choses que les autres bouches ne disent pas. Son petit-ami, sa cousine, un caviste, un gardien de musée... La liste de ceux qu’elle pousse à bout s’allonge chaque jour. Mais finalement, la première à en pâtir, c’est Iris. Et l’amour ? Quand on ne fait rien comme les autres, on le trouve loin des clichés...

## Fiche technique
- Titre original français : Iris
- Titre anglais international : Iris
- Création : Doria Tillier
- Réalisation : Doria Tillier, Jean-Baptiste Pouilloux
- Scénario : Doria Tillier, Constance Verluca
- Décors : Stéphane Rozenbaum, Nathalie Serriere
- Costumes : Amandine Cros
- Photographie : Steeven Petiteville - AFC
- Montage :  Joseph Comar, Clémence Lucas, Paul Desmazieres, Alexis Dupuis
- Musique : Arthur Simonini
- Directrice de production : Louise Krieger
- Casting : Constance Demontoy, Adélaïde Mauvernay
- Production : Benjamin Bellecour, Jonathan Cohen, Jean-Toussaint Bernard, Anna Tordjman
  - Production associée : Canal+
- Sociétés de production : Les films entre 2 & 4, Canal+
- Sociétés de distribution : Canal+
- Exportation / Vente internationale : STUDIOCANAL
- Budget : Inconnu
- Pays d'origine : France
- Langue originale : Français
- Format : Couleur
- Genre : Fiction, Comédie
- Durée : 26 minutes

## Distribution

### Personnages principaux
- Doria Tillier : Iris
- François Morel : Tom
- Jeanne Balibar : Catherine
- Pascale Arbillot : Odile
- Maël Besnard : Claude
- Anaïde Rozam : Daphné
- Michel Masiero : Directeur de l'école
- Denis Podalydès : Manuel

### Personnages récurrents
- Zoé Diowo-Ceccaldi : Enfant classe Iris (saison 1, épisode 1 et 3)
- Daniel Lundh : Guillermo (saison 1, épisode 3 et 6)

### Personnages invités
- Sébastien Pouderoux de la Comédie Française : Frère de Claude (saison 1, épisode 1)
- Kenza Lagnaoui : Belle-soeur de Claude (saison 1, épisode 1)
- Jean-Louis Barcelona : Caviste (saison 1, épisode 1)
- Constance Verluca : Invitée diner (saison 1, épisode 1)
- Jean-Toussaint Bernard : Invité diner (saison 1, épisode 1)
- Benjamin Bellecour : Invité diner (saison 1, épisode 1)
- Mélanie Gracia : Juliette, collègue d'Iris (saison 1, épisode 2)
- Johann Dionnet : Lolo, conjoint de Juliette (saison 1, épisode 2)
- Maxime Attard : Enfant au cookie, fils de Juliette (saison 1, épisode 2)
- Luca Besse : Inventeur de la bague (saison 1, épisode 2)
- Dominique Macaire : Vendeur train (saison 1, épisode 2)
- Francine Olivier : Maman Juliette (saison 1, épisode 2)
- Alexandre Blin : Hôte vestiaire (saison 1, épisode 3)
- Anaïs Tampere-Lebreton : Coiffeuse (saison 1, épisode 3)
- Maxime Anselin : serveur 1 (saison 1, épisode 3)
- Wendy Grenier : serveur 2 (saison 1, épisode 3)
- Tom Savonet : serveur 3 (saison 1, épisode 3)
- Emmy Fouassier : Enfant classe Odile (saison 1, épisode 3)
- César Gouvello-Grach : Enfant classe Iris (saison 1, épisode 3)
- Romé Tillier : Michael (rencontre sortie musée) (saison 1, épisode 4)
- Julie Dommanget : Laure (rencontre sortie musée) (saison 1, épisode 4)
- Jean Franco : Vigile musée (saison 1, épisode 4)
- Diane Kristanek : Femme papillon (saison 1, épisode 5)
- Jean-Baptiste Pouilloux : Homme en noir - Livre Iris (saison 1, épisode 5)
- Renan Prevot : Voisin suicidaire - Livre Iris (saison 1, épisode 5)
- Haïly Yssembourg da Cunha : Nana - Livre Iris (saison 1, épisode 5)
- Gabrielle Tiffanneau : Alice (saison 1, épisode 5)
- Rosita Dadoun Fernandez : Mémé (saison 1, épisode 6)
- Sarah Suco : Lutin (saison 1, épisode 6)
- Nicolas Lumbreras : Boucher (saison 1, épisode 6)
- Eric Cornet : Clochard Noël (saison 1, épisode 6)
- Fabienne Galula : Voisine Iris Noël (saison 1, épisode 6)
- Laure Sirieix : Invitée Noël voisine Iris (saison 1, épisode 6)
- David Faure : Invité Noël voisine Iris (saison 1, épisode 6)
- Solène Cornu : Invitée Noël voisine Iris (saison 1, épisode 6)
- Enzo Pernet : Livreur gateau Noël (saison 1, épisode 6)
- Vittoria Andreoli : fille voisin jardin (saison 1, épisode 6)

## Distinctions
- Festival de la fiction de La Rochelle 2024 : Meilleure série de 26min pour Iris[réf. nécessaire].